# Paphinia seegeri
Paphinia seegeri är en orkidéart som beskrevs av Günter Gerlach. Paphinia seegeri ingår i släktet Paphinia och familjen orkidéer.
Artens utbredningsområde är Colombia.

## Underarter
Arten delas in i följande underarter:
- P. s. seegeri
- P. s. semialba

## Bildgalleri

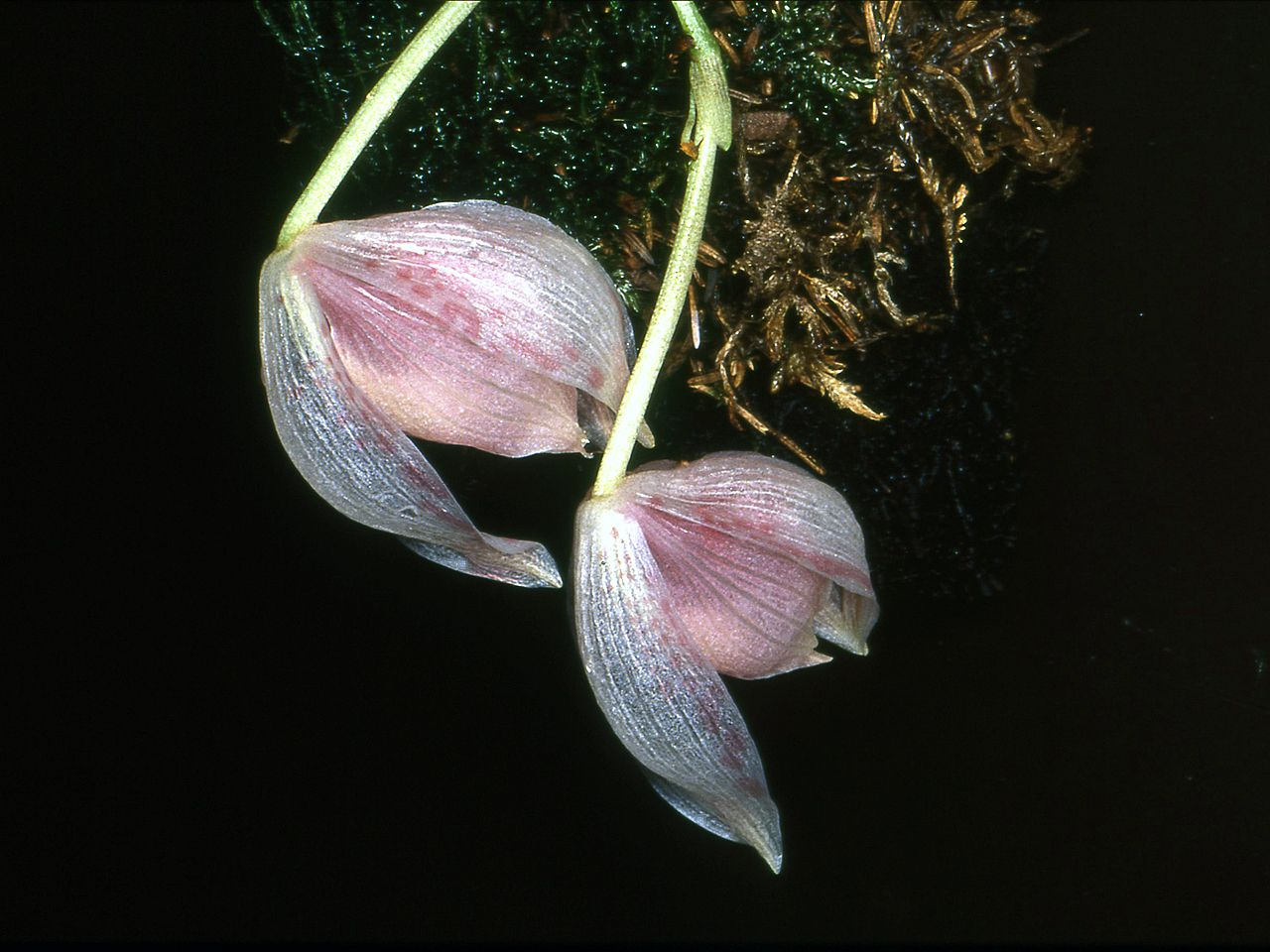
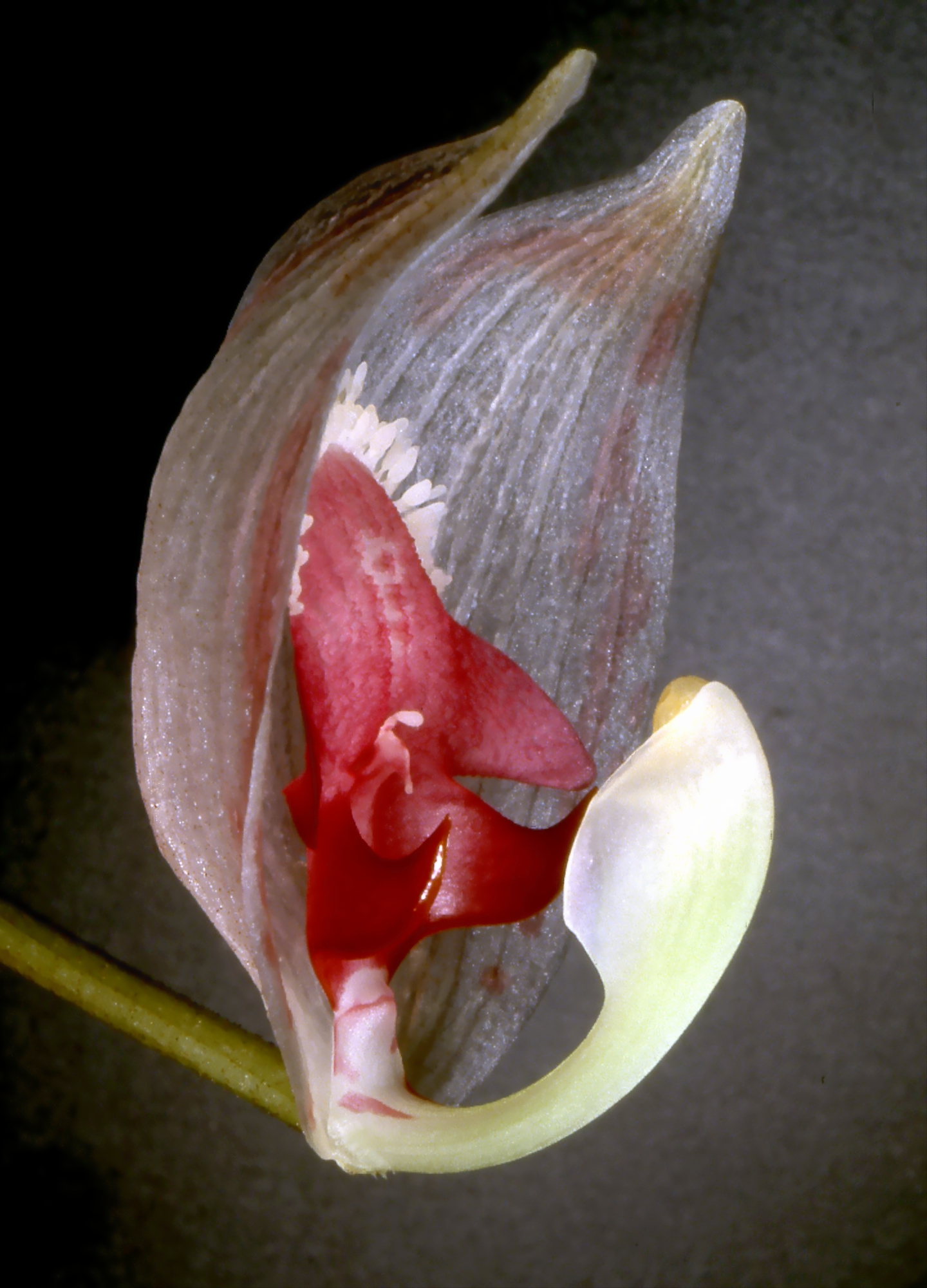